# Крутиха (приток Язевки)
Крутиха — река в России, протекает по Шипуновскому району Алтайского края. Устье реки находится в 30 км по левому берегу реки Язевка. Длина реки составляет 23 км, площадь водосборного бассейна 118 км².

## Данные водного реестра
По данным государственного водного реестра России относится к Верхнеобскому бассейновому округу, водохозяйственный участок реки — Алей от Гилёвского гидроузла и до устья, речной подбассейн реки — бассейны притоков (Верхней) Оби до впадения Томи. Речной бассейн реки — (Верхняя) Обь до впадения Иртыша.